# سعد السلولي
سعد السلولي لاعب كرة قدم سعودي ، يلعب في خط الوسط في نادي الجبلين.

## مسيرة اللاعب
لعب في نادي الاتفاق ونادي أبها ونادي الجبلين.

## روابط خارجية
- سعد السلولي على موقع قاعدة بيانات كرة القدم.إي يو (الإنجليزية)
- سعد السلولي على موقع Soccerway.com (الإنجليزية)
- سعد السلولي على موقع كووورة